# Carnet noir
Carnet noir es una película del año 1996.

## Sinopsis
Burundi, noviembre de 1993. Golpe de Estado: unos militares matan al presidente. Como un reguero de pólvora, se desata una masacre étnica en todo el país. Durante un ataque de los rebeldes en un pueblecito, un artista consigue salvarse. Es el principio de la fuga a través del país. Su única riqueza, un cuaderno donde escribe y dibuja todo lo que ve, todo lo que aguanta. En su camino, encuentra el miedo pero también la esperanza de un muchachito cuyos padres han desaparecido. El hombre decide llevárselo con él hacia regiones más tranquilas. El cuadernito negro intriga al muchachito. Llegados a un pueblo desierto, intentarán reconstruir la vida.